# دبیرکل ناتو
دبیرکل ناتو یا سازمان پیمان آتلانتیک شمالی (به انگلیسی: Secretary General of North Atlantic Treaty Organization) مقام رسمی و ارشد سازمان پیمان آتلانتیک شمالی(ناتو) است. دبیرکل ناتو مسئول هماهنگی فعالیت‌های سازمان است. وی همچنین دبیرکلی شورای آتلانتیک شمالی را برعهده دارد. در ژوئن ۲۰۲۴، شورای آتلانتیک شمالی مارک روته، نخست‌وزیر پیشین هلند را به عنوان جایگزین ینس استولتنبرگ انتخاب کرد و وی کار خود را به صورت رسمی از تاریخ ۱ اکتبر ۲۰۲۴ میلادی آغاز کرد.